# Cúp quốc gia Scotland 1985–86
Cúp quốc gia Scotland 1985–86 là mùa giải thứ 101 của giải đấu bóng đá loại trực tiếp uy tín nhất Scotland. Chức vô địch thuộc về Aberdeen khi đánh bại Heart of Midlothian trong trận chung kết.

## Vòng Một
| Đội nhà              | Tỉ số | Đội khách          |
| -------------------- | ----- | ------------------ |
| Albion Rovers        | 8 – 1 | Gala Fairydean     |
| Berwick Rangers      | 0 – 0 | Cowdenbeath        |
| Dunfermline Athletic | 2 – 0 | Raith Rovers       |
| Meadowbank Thistle   | 3 – 2 | East Stirlingshire |
| Queen’s Park         | 3 – 0 | Buckie Thistle     |
| St Johnstone         | 1 – 0 | Queen of the South |

### Đấu lại
| Đội nhà     | Tỉ số | Đội khách       |
| ----------- | ----- | --------------- |
| Cowdenbeath | 0 – 2 | Berwick Rangers |

## Vòng Hai
| Đội nhà             | Tỉ số | Đội khách            |
| ------------------- | ----- | -------------------- |
| Hawick Royal Albert | 1 – 2 | St Johnstone         |
| Nairn County        | 1 – 1 | Meadowbank Thistle   |
| Peterhead           | 1 – 2 | Arbroath             |
| Fort William        | 0 – 0 | Stirling Albion      |
| Queen’s Park        | 2 – 1 | Albion Rovers        |
| Stenhousemuir       | 0 – 0 | Whitehill Welfare    |
| Stranraer           | 1 – 2 | Berwick Rangers      |
| Threave Rovers      | 0 – 5 | Dunfermline Athletic |

### Đấu lại
| Đội nhà            | Tỉ số | Đội khách     |
| ------------------ | ----- | ------------- |
| Meadowbank Thistle | 1 – 2 | Nairn County  |
| Stirling Albion    | 6 – 0 | Fort William  |
| Whitehill Welfare  | 2 – 3 | Stenhousemuir |

## Vòng Ba
| Đội nhà             | Tỉ số | Đội khách            |
| ------------------- | ----- | -------------------- |
| Aberdeen            | 4 – 1 | Montrose             |
| Hamilton Academical | 2 – 1 | Forfar Athletic      |
| Hibernian           | 2 – 0 | Dunfermline Athletic |
| Airdrieonians       | 0 – 0 | Partick Thistle      |
| Arbroath            | 0 – 0 | Clyde                |
| Ayr United          | 1 – 0 | Stenhousemuir        |
| Berwick Rangers     | 2 – 3 | Alloa Athletic       |
| Celtic              | 2 – 0 | St Johnstone         |
| Clydebank           | 0 – 0 | Falkirk              |
| Dundee United       | 4 – 0 | Greenock Morton      |
| East Fife           | 1 – 1 | St Mirren            |
| Hearts              | 3 – 2 | Rangers              |
| Kilmarnock          | 1 – 0 | Stirling Albion      |
| Motherwell          | 1 – 1 | Brechin City         |
| Nairn County        | 0 – 7 | Dundee               |
| Queen’s Park        | 1 – 0 | Dumbarton            |

### Đấu lại
| Đội nhà         | Tỉ số | Đội khách     |
| --------------- | ----- | ------------- |
| Brechin City    | 1 – 1 | Motherwell    |
| St Mirren       | 3 – 1 | East Fife     |
| Clyde           | 1 – 2 | Arbroath      |
| Falkirk         | 1 – 0 | Clydebank     |
| Partick Thistle | 1 – 2 | Airdrieonians |

#### Đấu lại lần 2
| Đội nhà      | Tỉ số | Đội khách  |
| ------------ | ----- | ---------- |
| Brechin City | 0 – 2 | Motherwell |

## Vòng Bốn
| Đội nhà             | Tỉ số | Đội khách     |
| ------------------- | ----- | ------------- |
| Alloa Athletic      | 1 – 2 | Motherwell    |
| St Mirren           | 1 – 1 | Falkirk       |
| Hamilton Academical | 1 – 2 | Hearts        |
| Dundee              | 2 – 0 | Airdrieonians |
| Hibernian           | 1 – 0 | Ayr United    |
| Arbroath            | 0 – 1 | Aberdeen      |
| Celtic              | 2 – 1 | Queen’s Park  |
| Dundee United       | 1 – 1 | Kilmarnock    |

### Đấu lại
| Đội nhà    | Tỉ số | Đội khách     |
| ---------- | ----- | ------------- |
| Falkirk    | 0 – 3 | St Mirren     |
| Kilmarnock | 0 – 1 | Dundee United |

## Tứ kết
| Đội nhà    | Tỉ số | Đội khách     |
| ---------- | ----- | ------------- |
| Hearts     | 4 – 1 | St Mirren     |
| Dundee     | 2 – 2 | Aberdeen      |
| Hibernian  | 4 – 3 | Celtic        |
| Motherwell | 0 – 1 | Dundee United |

### Đấu lại
| Đội nhà  | Tỉ số | Đội khách |
| -------- | ----- | --------- |
| Aberdeen | 2 – 1 | Dundee    |

## Bán kết
| Aberdeen                                          | v | Hibernian |
| ------------------------------------------------- | - | --------- |
| Billy Stark 20' · Eric Black 35' · Joe Miller 81' |   |           |

| Hearts             | v | Dundee United |
| ------------------ | - | ------------- |
| John Colquhoun 13' |   |               |

## Chung kết
| Aberdeen                  | v      | Hearts |
| ------------------------- | ------ | ------ |
| Hewitt 5' 49' · Stark 75' | Report |        |